# Era astrológica
La era astrológica, en astrología, es un periodo de tiempo que se corresponde con el desplazamiento en 30 grados de arco del eje terrestre debido al fenómeno de la precesión de los equinoccios, equivalentes a un mes del año platónico o ciclo equinoccial, es decir el período que tarda la precesión de la Tierra en dar una vuelta completa de 360° lo que ocurre en aproximadamente 25920 años. En otras palabras, es el período de tiempo durante el cual, el punto vernal cruza por una de las 12 constelaciones del zodiaco. Debido a la precesión de los equinoccios, el Sol se mueve hacia atrás a través de los doce signos del zodiaco a la velocidad aproximada de un grado de espacio cada 72 años, y a través de cada signo (30 grados de espacio) en unos 2160 años, y en torno de todo el círculo o ciclo equinoccial en unos 25920 años. El valor del desplazamiento solía redondearse a 72 años en la literatura esotérica de los años 1930, lo que acarrea un error de 144 años. La precesión de los equinoccios es debida a que la Tierra gira sobre un eje que no es estacionario. Este posee un movimiento lento y oscilante, similar al de un trompo o peonza que ha perdido parte de la fuerza con que fue lanzado, describiendo así un círculo en el espacio. Debido a este movimiento oscilante, el Sol no cruza el Ecuador (punto vernal) por el mismo sitio todos los años, sino un poco más atrás en cada ocasión, y de ahí el término de "precesión de los equinoccios", porque el equinoccio "precede".

Ángulo de Precesión.

## Sustento astronómico
En astronomía, un equinoccio es un momento en el tiempo (no todo el día) en que el Sol se puede observar directamente sobre el ecuador terrestre. Se producen alrededor del 20 de marzo y 23 de septiembre de cada año.
Hay dos equinoccios durante el año: el equinoccio de primavera y el equinoccio de otoño (respecto al hemisferio norte), son dos días en los que la noche y el día tendrán la misma duración.
| Hemisferio Norte        | Hemisferio Sur          | Otros nombres                      |
| ----------------------- | ----------------------- | ---------------------------------- |
| equinoccio de primavera | equinoccio de otoño     | punto Aries, punto γ, punto vernal |
| equinoccio de otoño     | equinoccio de primavera | punto Libra, punto ω, punto hiemal |

En astronomía, la precesión de los equinoccios es un fenómeno real debido al cambio lento y gradual en la orientación del eje de rotación de la Tierra, que, como el bamboleo de un trompo o peonza; inducido por la gravedad traza un cono en un ciclo de aproximadamente 25776 años.

Órbita de la Tierra con el Sol en el centro. Las posiciones de la Tierra a la izquierda y la derecha corresponden a los solsticios. Las dos del centro corresponden a los equinoccios. Las fechas en las que ocurren los solsticios y equinoccios varían de un año a otro aproximadamente más menos un día.

Para la astrología sideral, el año inicia alrededor del 21 de marzo en el equinoccio de primavera. Debido a la precesión del eje terrestre la figura aparente o constelación que se ve desde la Tierra como fondo del punto vernal se mueve en la misma medida de 1° cada 71.6 años. Cuando se inventó la astrología el punto vernal tenía como fondo a la constelación de Aries, de aquí que el punto vernal se conozca también como punto Aries, mientras que al equinoccio de otoño para el hemisferio norte se le conoce como punto Libra (la constelación diametralmente opuesto a Aries).
De tal suerte que a cada 30° de arco le corresponde una de las 12 constelaciones tradicionales del zodiaco, así cuando se inventó la astrología se dice acontecía la Era de Aries, actualmente el punto vernal transita sobre Piscis, por lo que se dice que estamos en la Era de Piscis, y la siguiente era relativamente cercana es la de Acuario a la que entraríamos alrededor del año 2148.
Hay que aclarar que aunque la teoría acerca de las eras astrológicas se considera fundamentada en nociones astronómicas sobre el movimiento del Sol a través de los doce signos del zodiaco debido a la precesión de los equinoccios, la idea de la influencia astral que este fenómeno de paralaje astronómico tendría sobre la humanidad, marcando un cambio que ya se estaría empezando a notar y que llevaría asociado un tiempo de prosperidad, abundancia y paz, sostenida con sus variantes por diversos movimientos esotéricos y de ocultismo, carece totalmente de fundamento científico.
A finales del siglo XX y principios del XXI, la astronomía moderna ha adquirido mayores y más precisos detalles sobre los movimientos de la Tierra como Bamboleo de Chandler, los Ángulos de Euler y la Nutación, fenómenos íntimamente asociados con la precisión del eje terrestre que podrían poner en entredicho las creencias metafísicas asociadas al movimiento axial terrestre.

## Las eras astrológicas en el esoterismo
La precesión de los equinoccios se terminó de entender a finales del siglo XIX a pesar de que ya Hiparco de Nicea consiguió medir la precesión terrestre con una aproximación extraordinaria para su época (134 a. C.). Mientras que la relación del gran ciclo equinoccial con el esoterismo y las eras astrológicos es un fenómeno más reciente y data de las corrientes esotéricas y teosóficas en boga a principios del siglo XX y que duraron hasta la postguerra, personajes como Rudolf Steiner y Paul Le Cour fueron de los primeros en darle forma al concepto.
De acuerdo con este punto de vista, cada una de estas épocas constituye un hito en la historia. De acuerdo con Paul Le Cour, la era de Piscis comenzó con el advenimiento del cristianismo y terminará 2160 años después, para comenzar la era de Acuario. Según Max Heindel, la era de Piscis se ha iniciado en el 498 y la de Acuario comenzará en 2658. En tanto que Rudolf Steiner rechaza este punto de vista y argumenta que la era de Acuario comenzará en 3573, cuando el equinoccio de primavera se aproxime a la mitad de la constelación de Acuario.
Para los esoteristas, la historia humana se puede interpretar mediante las eras astrológicas, pues los astros tendrían una influencia en los asuntos humanos, y, por tanto, los tránsitos de una era a otra pueden ser interpretados como saltos o cambios fundamentales en la línea del tiempo de la evolución humana. Se cree que la nueva era de Acuario será una «edad de oro», una edad del conocimiento en la cual la humanidad se liberará gradualmente de las ataduras mentales y espirituales que ha sufrido durante cientos de años. Para otros habrá un cambio radical en las relaciones humanas y en la civilización en su conjunto, ya que las eras afectan la forma de pensar y a los valores morales de la humanidad, donde la influencia de Acuario, según dicen, estaría ya empezando a notarse en aspectos como el desarrollo individual, social, cultural, científico y tecnológico y en la globalización alcanzada durante el siglo XX.
En este sentido los esoteristas afirman, por ejemplo, que en la era de Tauro se iniciaron las corridas de toros; en la era de Piscis, por ser de agua, se desarrolló la navegación marítima; mientras que la era de Acuario, por ser de aire, tiene que ver con el desarrollo del conocimiento, sin embargo esta interpretación de la influencia de las eras astrológicas como causa del proceder de la humanidad en sus diferentes etapas históricas la ciencia aún no las ha estudiado o aún no ha encontrado un vínculo.

## El problema de los límites

El círculo interno representa al zodiaco tropical, el círculo medio muestra el zodiaco sideral y sus 12 signos (segmentos iguales de 30° de arco) y su desplazamiento a la fecha (2011) respecto al zodiaco tropical fijo, y el círculo externo muestra al zodiaco astronómico, con las 13 constelaciones de acuerdo a los límites establecido en 1930 por la UAI. La línea amarilla representa el punto vernal equinoccial. Se puede observar lo que les falta para entrar en Acuario: el zodiaco sideral entrará primero o antes que el astronómico (para el zodíaco sideral asumimos un ayanamsa de 23.86° de acuerdo al N. C. Lahiri).

Las constelaciones en la práctica tienen tamaños muy desiguales; Aries y Cáncer por ejemplo son constelaciones pequeñas, mientras que Piscis y Virgo son grandes. Los límites de las constelaciones se establecieron en 1930 y son segmentos de corte muy desigual en la eclíptica.
Si bien la idea principal es tener 12 meses del gran año o eras astrológicas de 30° cada una, de manera similar a los signos del zodiaco (particularmente el de la astrología sideral), sobre estos 12 sectores iguales han hecho sus cálculos Le Cour y otros, que estimaron la duración de cada era en 1260 años (1248 según cálculos modernos) para un sector o era de 30°. En realidad las constelaciones no son todas de 30°, así ha surgido la idea de que se deben utilizar los límites astronómicos para calcular las eras astrológicas. Según este criterio, tardaríamos más tiempo en entrar a la era de Acuario, puesto que Piscis tiene 37.2° y Acuario 24.0°, aunque no han faltado intentos de recortar Piscis para forzar la entrada en Acuario.
El problema es que no es posible un acercamiento riguroso para este criterio, ya que las constelaciones son figuras arbitrarias producto de la imaginación humana y por lo tanto no existe una forma de establecer límites formales (precisos sí, pero formales no, en el sentido de que no hay un criterio que no sea relativamente arbitrario para determinar si una constelación tendrá 27, 29, 32 o 34 grados de arco), que no sean 12 sectores angulares de 30°, es decir una aproximación correspondiente a los 12 ciclos o meses lunares naturales. Además si concedemos que los planetas en relación con estos 12 sectores o signos del zodiaco nos influyen en 12 sectores de 30° cada uno, habría que preguntarse por qué para las eras astrológicas esto habría de ser diferente.
La mayoría de las constelaciones zodiacales son las mismas que en la antigüedad, y las más brillantes fueron identificadas como tales antes del nacimiento de la astrología moderna. Pero en los tiempos antiguos, las constelaciones eran grupos de estrellas, no las áreas que contienen estrellas como las de hoy, y el "límite" de una constelación era una serie de estrellas limitada, no una delimitación de segmentos formando una superficie.
La cuestión es que si observamos a la constelación de Acuario en una hermosa noche estrellada, es claro que no se distingue nada. Un especialista puede reconocer la forma en el cielo y decir que un planeta o la luna están en tal constelación (cuando está dentro de la dotación del grupo de estrellas asociadas con ella), pero el límite entre Capricornio o Piscis no es visible (en realidad no existe). Es esta visión la que prevalecía en la antigüedad.
Así, existen áreas "huecas" entre las constelaciones, donde el tiempo de tránsito de una estrella o el punto vernal no tenía sentido. Esta es la razón principal por la que la eclíptica se divide en doce sectores angulares que son los signos del zodíaco, con el fin de identificar los movimientos de las estrellas. No es hasta la visión "moderna", que se incluyen las fronteras, donde las estrellas pasan a segundo lugar.